# ゾグー1世
ゾグ1世（アルバニア語: Zogu I、1895年10月8日 - 1961年4月9日）は、アルバニア共和国の大統領（1925年 - 1928年）、後にアルバニア王国の国王（1928年 - 1939年）。

## 生涯
「ゾグ」はアルバニア語で「鳥」を意味する。ゾグ家はオスマン帝国のマティ総督を世襲で務めた家系であり、アフメト・ゾグはマティ族の族長で、地主層に属する家柄の出身であった。

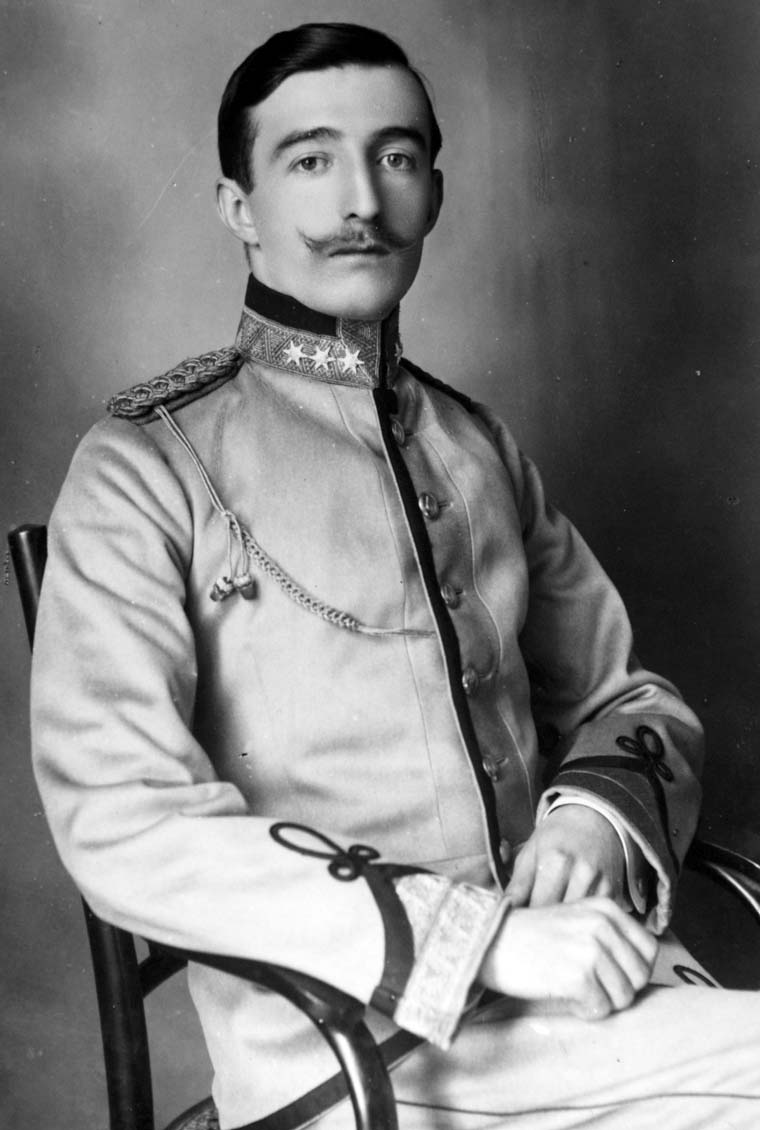
1917年

### 政権獲得
1920年に成立したスレイマン・デルヴィナ政権で内相を務め、1922年に首相兼内相となると、自らの氏族の出身者を憲兵隊などに多く送り込み、政府の実権を掌握した。このような自らの出身地である北部アルバニアの氏族を優遇する政策は国内の不満を生み、1924年5月には正教会主教で作家のファン・ノリを担いだ反ゾグ蜂起が起こった。
蜂起は成功し、6月にファン・ノリは首相に就任した。ゾグは国外に逃亡し、逃亡先のベオグラードでピョートル・ヴラーンゲリ率いる白軍などとも接触しつつ、帰国の機会を窺っていた。12月になるとノリ政権のソビエト連邦への接近を警戒したユーゴスラビアの援助もあって、ゾグは軍を率いて帰国し、首都ティラナを攻略し、ノリ首相を亡命に至らしめた。こうして政権を再び奪取すると、1925年には共和国宣言を行い、大統領に就任した。

### 国王即位
1928年9月1日、憲法を改正して王位に就いた。この時にアフメトというトルコ語由来のムスリムの男性名を名乗るのを止め、ゾグだけを名前とした。即位した後は権威主義体制を敷く一方で、民法や刑法の導入などの近代化政策を推し進めた。当時のアルバニアは氏族社会であり、また北部と南部では言語や社会環境が大きく異なっていたため、ゾグは氏族の武装解除やナショナリズムを唱える政策を通じて均質なアルバニア国民の形成を図った。対外的には、大統領時代にはイタリアに接近する政策を採ったが、国王に即位してからはイタリアと距離を置くようになり、両国関係が緊張することとなった。

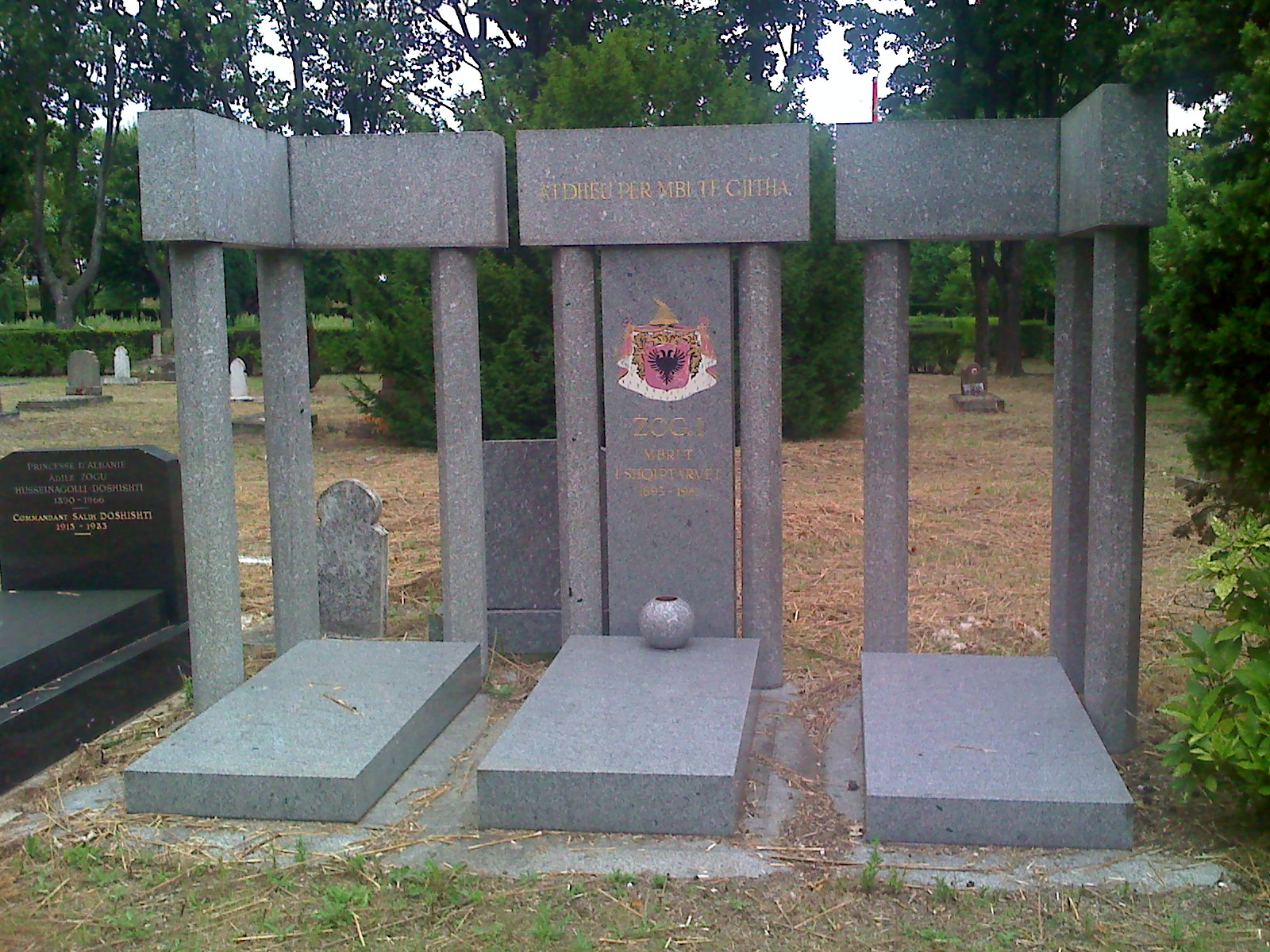
ゾグ1世の墓（ティエ墓地）

### 亡命とその後
1939年4月、ファシスト党政権下のイタリアがアルバニア侵攻を始めると、ゾグ1世はギリシャに亡命した。アルバニアの王位はイタリア国王ヴィットーリオ・エマヌエーレ3世が兼ねることとなり、アルバニアには傀儡政権が置かれた。
一方ゾグはギリシャからエジプトに逃れ、第二次世界大戦中は復位の為に連合国や国内支持勢力と接触を保っていたが、戦後にエンヴェル・ホッジャを指導者とするアルバニア人民共和国が成立し、1946年に正式に廃位が宣言されると、帰国さえ不可能となった。その後イギリス、フランスで亡命生活を送った後、1961年4月9日にパリ近郊で死去した。ティエの墓地に埋葬されていたが、2012年に遺体は返還され、アルバニア独立100周年記念式典に合わせて再建されたアルバニア王家の霊廟に再埋葬された。

## 家族
1938年にハンガリー貴族のアポニー・ゲーラルディネ伯爵夫人と結婚し、1男を儲けた。
- レカ・ゾグ（1939年 - 2011年）